# Gignese
Gignese (Gignés in Lombardo) è un comune italiano di 1 080 abitanti della provincia del Verbano-Cusio-Ossola, costituitosi nel 1928 con l'aggregazione dei comuni di Gignese, Vezzo, Nocco e la zona residenziale Alpino.
È una rinomata località di villeggiatura posta a metà strada tra Stresa e il Mottarone, (1491 m s.l.m.), nonché sulla Strada delle Due Riviere che collega il Lago Maggiore con il Lago d'Orta. Nella seconda metà dell'Ottocento l'attivazione di una miniera di piombo e zinco, il soggiorno dei più rinomati pittori lombardi, e la costruzione di ville in località Alpino ridiedero vita al villaggio rurale caratterizzato da una forte emigrazione.

## Storia

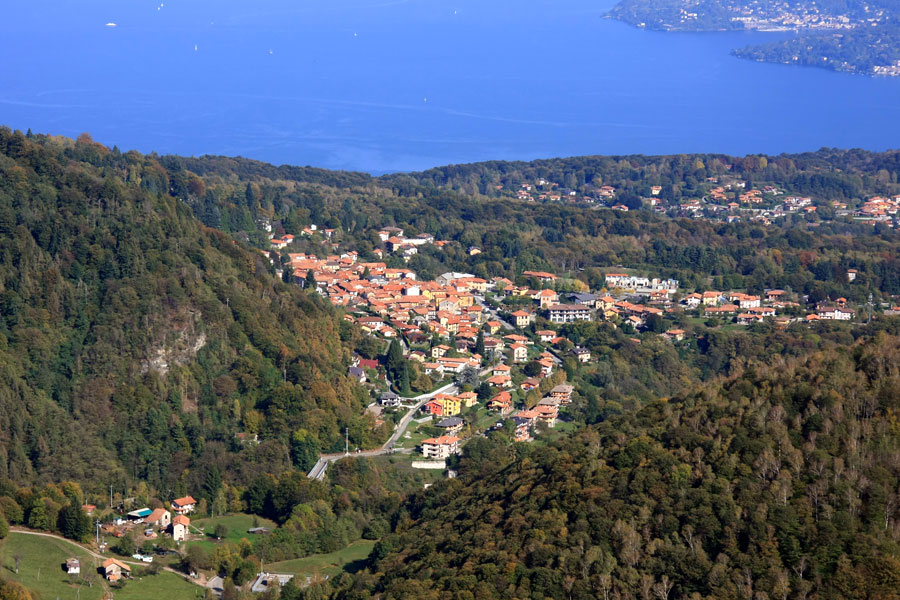
Gignese visto dal Monte del Falò

Le prime notizie che si hanno di Gignese (in origine Zinexium) risalgono al 1269 (in un documento dell'epoca troviamo citato certo "Braga de Zinexio" che pagava un canone al Monastero di Arona). Compreso nella giurisdizione del Vergante (XIII secolo), soggetta alla mensa arcivescovile milanese, passò nel Trecento ai Visconti di Milano, i quali nel 1441 infeudarono il Vergante alla famiglia Borromeo, fino all'abolizione dei feudi nel 1797.

### Simboli
Lo stemma e il gonfalone sono stati concessi con regio decreto del 23 luglio 1937.
Vi è raffigurato il monte Mottarone, che domina la zona, mentre i tre cardi rappresentano le tre comunità che si sono riunite per formare il comune. È ancora presente parte del capo del Littorio, elemento obbligatorio al momento della concessione, privato dei simboli del regime fascista.
Il gonfalone è un drappo di azzurro.

## Monumenti e luoghi d'interesse

### Architetture religiose
Patrono del paese è san Maurizio, titolare della chiesa parrocchiale (festa prima domenica di gennaio). Dal 1665 è venerato anche san Desiderio per l'arrivo di reliquie da Roma. La parrocchiale intitolata a san Maurizio venne ricostruita nella prima metà del Settecento. Conserva una Deposizione di Fermo Stella del 1562.
Le parrocchiali delle frazioni sono: Ss. Giovanni e Paolo a Vezzo, S. Stefano a Nocco.
Altri edifici religiosi: a Gignese San Rocco e Madonna del Sasso; all'Alpino Madonna della Neve; a Nocco Madonna di Loreto; a Vezzo Oratorio dell'Assunta.

### Cimitero
Il camposanto del capoluogo ospita alcune tombe pregevoli e personalità di rilievo: l'architetto di famiglia gignesina Angelo Colla, l'editore Gianni Mazzocchi, Leonardo Bazzaro. Vi sono inoltre sculture di Gianni Castiglioni, Ernesto Bazzaro e Umberto Milani.

## Società

### Evoluzione demografica
Abitanti censiti

## Cultura

### Musei
A Gignese venne creato da Igino Ambrosini nel 1939 il Museo dell'ombrello e del parasole. Nel 1976 è stato costruito un nuovo museo che accoglie manufatti e materiale documentario.
Articolato su due piani, raccoglie al piano terra una collezione di circa trecento reperti (su oltre 1 500 catalogati) frutto dell'artigianato praticato dal primo Ottocento dagli emigranti stagionali del Vergante. Al secondo piano è ospitata una sala dedicata all'esposizione di materiale fotografico che ricorda il metodo lavorativo di questo particolare tipo di artigiani itineranti, i lusciat. Comune a molti altri ambulanti era il gergo dei lusciàt, chiamato tarùsc. Il Museo dell'0mbrello e del parasole di Gignese è visitato annualmente da 8-10 000 visitatori.
Ad Alpino si trova il Giardino botanico Alpinia.
Il comune aderisce anche all'Ecomuseo del Lago d'Orta e Mottarone.

## Geografia antropica

### Alpino (località)
La località Alpino è un centro residenziale situato sulle pendici del Mottarone, ad un'altitudine media di circa 800 m s.l.m.. Tale località si estende sul territorio dei comuni di Gignese e Stresa, ed è caratterizzata da un grandioso panorama sul golfo Borromeo.
Nella località Alpino soggiornarono i maggiori artisti d'area milanese (Ernesto Bazzaro, Leonardo Bazzaro, Eugenio Gignous, Filippo Carcano, Uberto Dell'Orto, Guido Boggiani, Pompeo Mariani). Tra i musicisti Ildebrando Pizzetti, Arturo Toscanini, Guido Cantelli, Giovanni Anfossi col suo allievo Arturo Benedetti Michelangeli.
Nel 1934 Vittorio Pozzo, allora commissario tecnico della Nazionale di calcio dell'Italia, fece svolgere parte della preparazione in vista dei Mondiali di calcio 1934 proprio in questa località, con l'obiettivo di disintossicare i suoi giocatori dalle fatiche del campionato
Nel punto più panoramico (Mottino) venne realizzato il Giardino botanico Alpinia.

## Amministrazione
Di seguito è presentata una tabella relativa alle amministrazioni che si sono succedute in questo comune.
| Periodo        | Periodo        | Primo cittadino    | Partito                          | Carica  | Note   |
| -------------- | -------------- | ------------------ | -------------------------------- | ------- | ------ |
| 24 aprile 1995 | 14 giugno 1999 | Emiliano Bertone   | -                                | Sindaco | [ 10 ] |
| 14 giugno 1999 | 14 giugno 2004 | Giulio Aceti       | lista civica                     | Sindaco | [ 10 ] |
| 14 giugno 2004 | 18 giugno 2007 | Tommaso Bossone    | lista civica                     | Sindaco | [ 10 ] |
| 15 aprile 2008 | 13 giugno 2013 | Giuseppe D'Onofrio | lista civica                     | Sindaco | [ 10 ] |
| 13 giugno 2013 | 10 giugno 2018 | Giuseppe D'Onofrio | lista civica Vita in comune      | Sindaco | [ 10 ] |
| 10 giugno 2018 | 15 maggio 2023 | Luigi Motta        | lista civica Il nostro mondo     | Sindaco | [ 10 ] |
| 15 maggio 2023 | 10 giugno 2024 | Monica Gulisano    | Commissario Prefettizio          | Sindaco | [ 10 ] |
| 10 giugno 2024 | in carica      | Vincenzo Titone    | lista civica GI.NO.VE. in comune | Sindaco | [ 10 ] |

### Altre informazioni amministrative
Gignese ha fatto parte della Comunità montana Due Laghi, Cusio Mottarone e Val Strona.

## Sport

### Impianti sportivi
Su una verde terrazza naturale tra Gignese e Vezzo si trova il Golf Club Alpino di Stresa, di nove buche. Iniziato nel 1924, nel settembre 1925 ospitò il primo Italian Open con 3 partecipanti, vinto da Francesco Pasquali, seguito nel 1926 e nel 1927 da altre due edizioni, con 16 e poi 30 concorrenti. Nell'immediato dopo guerra sono state diverse le manifestazioni a che vennero disputate sui fairways dell'Alpino; a livello nazionale, nell'agosto 1945, venne giocato il quadrangolare Italia - Gran Bretagna - Sud Africa - Stati Uniti, vinto dalla nazionale italiana contro il Sud Africa. Nel settembre 1946 il Campionato Nazionale doppio misto. Nel luglio 1948 il Campionato a Squadre Alta Italia.